# United States Attorney

Siegel des Justizministeriums

Ein United States Attorney (auch U.S. Attorney, dt. etwa Anwalt der Vereinigten Staaten) vertritt die Vereinigten Staaten in Straf- und Zivilverfahren vor den 94 Bundesbezirksgerichten und den 12 Bundesappellationsgerichten. Es gibt insgesamt 93 U.S. Attorneys in den Vereinigten Staaten, Puerto Rico, den Amerikanischen Jungferninseln, Guam und den Nördlichen Marianen. Jedem Gerichtsbezirk mit Ausnahme von Guam und den Nördlichen Marianen ist ein U.S. Attorney zugeordnet. Sie übernehmen innerhalb ihrer Bezirke die Rolle der obersten Strafverfolgung bei Bundesverbrechen (Federal Offenses) und führen die Aufsicht über je bis zu 350 Assistant United States Attorneys. Die U.S. Attorneys gehören organisatorisch zum Justizministerium der Vereinigten Staaten und sind damit dem United States Attorney General unterstellt. Im Übrigen gibt es im US-amerikanischen Strafsystem noch District Attorneys oder County Attorneys die in Bezirken für die Verfolgung von einzelstaatlichen Straftaten zuständig ist.

## Geschichte
Die U.S. Attorneys wurden als Behörde zusammen mit dem Amt des Attorney General durch das Justizgesetz 1789 geschaffen. Im selben Gesetz wurde auch die Gerichtsverfassung des Obersten Gerichtshofs der Vereinigten Staaten sowie der untergeordneten Bundesbezirksgerichte festgelegt. Demnach sollte für jeden Gerichtsbezirk eine Person mit juristischer Ausbildung ernannt werden, die sowohl für die Strafverfolgung als auch für die Vertretung der Vereinigten Staaten als Kläger oder Beklagter in Zivilsachen verantwortlich ist. Bis 1870 waren die U.S. Attorneys unabhängig und wurden erst mit der Errichtung des Justizministeriums dem Attorney General untergeordnet.

## Ernennung
Die U.S. Attorneys werden vom Präsidenten der Vereinigten Staaten mit Zustimmung des Senats für eine Amtszeit von vier Jahren ernannt. Er bleibt nach Ablauf seiner Amtszeit im Amt, bis ein Nachfolger ernannt wird, kann aber auch jederzeit vom Präsidenten des Amtes enthoben werden. Im Fall, dass der Posten eines U.S. Attorney unbesetzt ist, kann der Attorney General den Posten kommissarisch besetzen, jedoch nicht länger als 120 Tage. Danach ist ein kommissarischer Vertreter durch das Bezirksgericht (District Court) zu ernennen.  Aufgrund des USA PATRIOT Act in der Fassung von 2006 konnte der US-Präsident auch ohne Anhörung des Kongresses einen Übergangsvertreter unbefristet ernennen. Am 4. Juni 2007 legte jedoch der Kongress dem US-Präsidenten den United States Code, to preserve the independence of United States attorneys (deutsch: Gesetz zur Bewahrung der Unabhängigkeit der Bundesstaatsanwälte) zur Unterzeichnung vor. Bush unterschrieb das Gesetz am 14. Juni 2007. Damit war die alte Regelung wieder in Kraft gesetzt.

## Assistant United States Attorney
Assistant United States Attorneys (AUSAs), umgangssprachlich als federal prosecutor bekannt, arbeiten als Angestellte in örtlichen Bezirken der US-Staatsanwaltschaft unter der Leitung eines U.S. Attorneys. Im Jahr 2008 waren ungefähr 5.800 AUSAs in den 94 Gerichtsbezirken beschäftigt. Obwohl generell als prosecutor bekannt, arbeiten nicht alle AUSAs in der Strafverfolgung, sondern auch in Zivil-, Berufungs- und anderen Abteilungen.